# Bernhard Herre

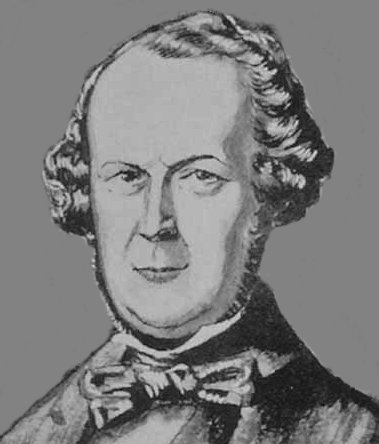
Bernhard Herre.

Bernhard Mogens Herre, född 28 november 1812 i Köpenhamn, död 15 juli 1849 i Kristiania, var en norsk författare. 
Herre kom som barn till Kristiania och innehade vid sin död en underordnad plats i ett av de norska departementskontoren. Hans i "Den constitutionelle" publicerade skildringar av naturen i Kristianias omnejd utgavs efter hans död under titeln En Jægers Erindringer (flera samtida upplagor; svensk översättning "En jägares minnen", 1865). Boken utkom i en språkligt lätt moderniserad utgåva 1966, illustrerad av Chrix Dahl och med inledning av professor Francis Bull. Senaste upplagan kom 1997. Niels Fredrik Dahl skrev 2009 en roman om Bernhard Herre, Camilla Wergeland och Johan Sebastian Welhaven som heter Herre.